# Пеперел (Масачусетс)
Пеперел (енгл. Pepperell) насељено је место без административног статуса у америчкој савезној држави Масачусетс.

## Демографија
По попису из 2010. године број становника је 2.504, што је 13 (-0,5%) становника мање него 2000. године.
| Група             | 2000.         | 2010.         |
| Белци             | 2.419 (96,1%) | 2.348 (93,8%) |
| Афроамериканци    | 17 (0,7%)     | 26 (1,0%)     |
| Азијати           | 31 (1,2%)     | 38 (1,5%)     |
| Хиспаноамериканци | 18 (0,7%)     | 51 (2,0%)     |
| Укупно            | 2.517         | 2.504         |